# Prišnjak (Murter)
Prišnjak je nenaseljeni otočić oko 180 metara udaljen od zapadne obale otoka Murtera.
Njegova površina iznosi 0,065 km². Dužina obalne crte iznosi 1,01 km.
Na jugozapadnom (vanjskom) kraju otoku se nalazi svjetionik "Otočić Prišnjak".

## Vanjske poveznice
|  | Zajednički poslužitelj ima još gradiva o temi Prišnjak (Murter) |